# 이장욱
이장욱(1968년 ~ )은 대한민국의 시인이자 소설가이며 문학평론가이다. 1968년 서울특별시에서 태어나 고려대학교 노어노문학과를 졸업하고 동 대학원에서 석사학위와 박사학위를 받았다.

## 약력
1994년 《현대문학》 신인추천에 시가 당선되어 등단했다. 고려대학교 노어노문학과와 동 대학원 석사 및 박사과정을 졸업했다. 2003년 시로 제8회 현대시학작품상을 받았고, 장편소설 《칼로와 유쾌한 악마들》로 2005년 제3회 문학수첩 작가상을, 단편소설 〈이반 멘슈코프의 춤추는 방〉으로 2011년 제2회 젊은작가상 본상을, 단편소설 〈곡란〉으로 2011년 제1회 문지문학상을, 단편소설 〈우리 모두의 정귀보〉로 2014년 제8회 김유정문학상을 수상하였다. 계간 《창작과비평》 편집위원으로 활동하고 있으며, 조선대학교 문예창작학과 교수(2008~2014)를 거쳐 현재 동국대학교 문예창작학과 교수(2014~)로 재직 중이다.

## 저서

### 시집
- 《내 잠 속의 모래산》(민음사, 2002)
- 《정오의 희망곡》(문학과지성사, 2006)
- 《생년월일》(창비, 2011)
- 《영원이 아니라서 가능한》(문학과지성사, 2016)

### 장편소설
- 《칼로의 유쾌한 악마들》(문학수첩, 2005)
- 《천국보다 낯선》(민음사, 2013)

### 소설집
- 《고백의 제왕》(창비, 2010)
- 《기린이 아닌 모든 것》 (문학과지성사, 2015)
- 《에이프릴 마치의 사랑》 (문학동네, 2019)

### 평론집
- 《혁명과 모더니즘》(랜덤하우스코리아, 2005) / 신판: 시간의흐름, 2019
- 《나의 우울한 모던 보이》(창비, 2005)

### 편저
- 《걸었던 자리마다 빛나다》(창비, 2009) : 창비시선 300번 기념시집